# Paola Elisabetta Cerioli
Paola Elisabetta Cerioli, geboren als Constanza Cerioli, (Soncino, 28 januari 1816 — Comonte, 24 december 1865) was een Italiaans geestelijke. Zij stamde af van een adellijk geslacht uit Piëmont en had een zwakke gezondheid. Na het overlijden van haar veel oudere man en haar drie zoons schonk Cerioli haar vermogen weg aan de armen. Met wat nog overbleef stichtte ze in Comonte de orde van de Zusters van de Heilige Familie voor de opvoeding van weeskinderen en arme boerenkinderen. Cerioli werd de eerste algemeen overste. De orde werd in 1901 door de paus erkend. Ze werd door paus Pius XII zalig verklaard in 1950. Haar heiligverklaring door paus Johannes Paulus II volgde in 2004.
Haar feestdag is op 24 december.